# Lotopałanka
Lotopałanka (Petaurus) – rodzaj ssaków z rodziny lotopałankowatych (Petauridae).

## Rozmieszczenie geograficzne
Rodzaj obejmuje gatunki występujące na Nowej Gwinei i w Australii.

## Morfologia
Długość ciała (bez ogona) 14–31 cm, długość ogona 14–47 cm; masa ciała 60–725 g.

## Systematyka
Rodzaj zdefiniował w 1791 roku brytyjski zoolog i botanik George Shaw w książce swojego autorstwa poświęconej opisowi zwierząt wraz z ich ilustracjami. Gatunkiem typowym jest (oznaczenie monotypowe) lotopałanka żółtobrzucha (P. australis).

### Etymologia
- Petaurus: gr. πεταυρον petauron ‘trampolina, skakać’, od πεταυριστης petauristēs ‘akrobata, balansista’[12][13] .
- Ptilotus: gr. πτιλωτος ptilōtos ‘skrzydlaty’[14][15]. Gatunek typowy: Fischer wymienił dwa gatunki – Petaurus australis G.K. Shaw, 1791 i Sciurus Petaurus norfolcensis Kerr, 1792 – z których gatunkiem typowym jest (późniejsze oznaczenie)[16] Petaurus australis G.K. Shaw, 1791.
- Belidea i Belideus (Belidens): gr. βελος belos, βελεος beleos ‘strzała, oszczep’[17][18]. Gatunek typowy (oryginalne oznaczenie): Didelphys sciurea G.K. Shaw, 1794 (= Sciurus (Petaurus) norfolcensis Kerr, 1792).
- Xenochirus: gr. ξενος xenos ‘dziwny, niezwykły”’; χειρ kheir, χειρος kheiros ‘dłoń’[19]. Gatunek typowy (oznaczenie monotypowe): Didelphys sciurea G.K. Shaw, 1794 (= Sciurus (Petaurus) norfolcensis Kerr, 1792).
- Petaurella: rodzaj Petaurus Shaw, 1791; łac. przyrostek zdrabniający -ella[20]. Gatunek typowy (oryginalne oznaczenie): Petaurus (Belideus) breviceps Waterhouse, 1838.
- Petaurula: rodzaj Petaurus Shaw, 1791; łac. przyrostek zdrabniający -ula[21]. Gatunek typowy (oryginalne oznaczenie): Petaurus breviceps var. papuanus O. Thomas, 1888.

### Podział systematyczny
Do rodzaju należą następujące gatunki:
| Grafika | Gatunek               | Autor i rok opisu     | Nazwa zwyczajowa         | Podgatunki         | Rozmieszczenie geograficzne | Podstawowe wymiary                           | Status IUCN |
| ------- | --------------------- | --------------------- | ------------------------ | ------------------ | --- | -------------------------------------------- | ----------- |
|         | Petaurus australis    | G.K. Shaw, 1791       | lotopałanka żółtobrzucha | gatunek monotypowy | endemit Australii (północno-wschodni Queensland, nieregularnie na południe wzdłuż wybrzeża przez Nową Południową Walię do granicy Wiktorii z Australią Południową)                                                                              | DC: 24–31 cm DO: 38–47 cm MC: 435–725 g      | NT          |
|         | Petaurus abidi        | A.C. Ziegler, 1981    | lotopałanka północna     | gatunek monotypowy | endemit Papui-Nowej Gwinei (góry Torricelli, na górze Somoro i jej okolicach); zakres wysokości: 300–1200 m n.p.m. | DC: 25–28 cm DO: 35–38 cm MC: 228–332 g      | CR          |
|         | Petaurus biacensis    | Ulmer, 1940           | lotopałanka wyspowa      | gatunek monotypowy | endemit Indonezji (północno-zachodnia Nowa Gwinea (wyspy Zatoka Cenderawasih (Supiori, Biak i Owi)) | DC: 14–15 cm DO: 14–18 cm MC: 88–100 g       | LC          |
|         | Petaurus breviceps    | G.R. Waterhouse, 1838 | lotopałanka karłowata    | gatunek monotypowy | endemit Australii (na wschód od Wielkich Gór Wododziałowych od południowo-wschodniego Queenslandu (północne Brisbane) do wschodniej Wiktorii)                                                                                                   | DC: 15,5–17,5 cm DO: 14,2–22 cm MC: 95–155 g | LC          |
|         | Petaurus ariel        | (J. Gould, 1842)      |                          | gatunek monotypowy | endemit Australii (Australia Zachodnia (wybrzeże Kimberley) na wschód do zachodniego Queenslandu (Lawn Hill), wraz z niektórymi wyspami) | DC: 14–21 cm DO: 16,1–23 cm MC: 78–159 g     | NE          |
|         | Petaurus notatus      | W.C.H. Peters, 1859   |                          | gatunek monotypowy | endemit Australii (północne Queensland na południe do Australii Południowej; prawdopodobnie introdukowany na Tasmanię | DC: 17,5–23 cm DO: 17,5–23 cm MC: 75–147 g   | NE          |
|         | Petaurus papuanus     | O. Thomas, 1888       |                          | gatunek monotypowy | Indonezja i Papua-Nowa Gwinea (północne i środkowe Moluki, Nowa Gwinea i Archipelag Bismarcka); zakres wysokości: 0–3000 m n.p.m. | DC: 17,5–23 cm DO: 17,5–23 cm MC: 75–147 g   | NE          |
|         | Petaurus norfolcensis | Kerr, 1792            | lotopałanka pośrednia    | gatunek monotypowy | endemit Australii (północny Queensland do środkowej Wiktorii, wraz z wyspą Ricketts i Wielką Wyspą Piaszczystą; kilka zapisów z południowo-wschodniej Australii Południowej (Western Flat i Bordertown); zakres wysokości: poniżej 300 m n.p.m. | DC: 18–24 cm DO: 22–30 cm MC: 173–300 g      | LC          |
|         | Petaurus gracilis     | (De Vis, 1883)        | lotopałanka hebanowa     | gatunek monotypowy | endemit Australii (przybrzeżny północno-wschodni Queensland od rzeki Hull w pobliżu Tully na południe do rzeki Ollera Creek) | DC: 22–27 cm DO: 30–39 cm MC: 310–500 g      | EN          |

Kategorie IUCN:  LC  – gatunek najmniejszej troski,  NT  – gatunek bliski zagrożenia,  EN  – gatunek zagrożony,  CR  – gatunek krytycznie zagrożony, ;  NE  – gatunki niepoddane jeszcze ocenie.